# Новик, Николай Николаевич
Николай Николаевич Новик (бел. Мікалай Мікалаевіч Новік; 18 апреля 1950, Большая Ольшанка, Краснослободский район, Бобруйская область, БССР — 14 сентября 2020 г. Марьина Горка, Минская область, Республика Беларусь) — белорусский профсоюзный деятель, первый руководитель Первичной профсоюзной организации ОАО «Беларуськалий» Белорусского Независимого профсоюза, вице-председатель БНП, депутат Солигорского городского совета.

## Биография
Родился 18 апреля 1950 года в деревне Большая Ольшанка, Краснослободского района, Бобруйской области, БССР в семье Новика Николая Бонифатовича и Марии Максимовны. В семье было пятеро детей. Отец ветеран Второй мировой войны, во время боёв был ранен и получил инвалидность. Работал учителем начальных классов в местной школе.
Прадед Тихон Калацкий (1866 г.р.) был учителем церковной школы, диаконом Свято-Петропавловской церкви, оставшейся после упразднения Старчицкого Петропавловского мужского монастыря, сейчас деревня Октябрь Солигорского района.
Прадед по материнской линии Максим Романович Саханчук, был арестован в ноябре 1937 года и расстрелян «тройкой» в Слуцкой тюрьме 11 декабря 1937 года, позже реабилитирован.

## Образование и трудовая деятельность
В 1957 году Николай пошёл в начальную школу деревне Мозоли, а последние два класса учился в школе деревни Октябрь. В 1967 поступил в Солигорский горно-химический техникум имени Мориса Тореза. С 1968 по 1970 служба в Советской Армии. Служил в ГДР, уволен в запас в звании сержанта. В 1971 году работает на 2 Рудоуправлении ПО «Беларуськалий» подземным навальщиком на производственной практике, а в 1972 году оканчивает образование.
Через год был принят на работу подземным ширмовщиком на 2 Рудоуправление, а в 1973 занимает должность горный мастера того же 12-го участка. Позже переводится на работу подземным горнорабочим очистного забоя. С 1978 года работает машинистом горных выемочных машин, избирают бригадиром.

## Профсоюзная деятельность

### Профсоюзный активист
Новика к профсоюзной деятельности привлек Александр Довнар, который был знаком с ним по комсомольской работе, зная его, как активного человека и имеющего авторитет на Втором рудоуправлении.
Со слов самого Николая Новика, предупредительная забастовка низких лав 3 и 4 РУ на ПО «Беларуськалий» в августе 1990 года, была чем-то невероятным: «Помню, как мы испугано, но с восхищением наблюдали за Юргевичем и Довнаром, будучи совсем пацанами по сравнению с ними».
В 1990—1991 годах участвует в образовании Рабочего союза в Солигорске и избирательной кампании депутатов Солигорского городского совета. Вместе с двумя десятками других новоизбранных депутатов входит в «Демократический клуб депутатов», который возглавляет Александр Клишевич.

### Председатель первичной организации БНП на ОАО «Беларуськалий»
27 декабря 1991 года на Учредительной конференции Региональной организации Независимого профсоюза горняков ПО «Беларуськалий» был избран её председателем. 21 мая 1993 полностью переходит на профсоюзную работу председателя Независимого профсоюза горняков Региональной организации «Беларуськалий». В качестве заместителей председателя с ним работают Александр Павлович Королёв и Юрий Адольфович Красовский.
В 1992 году, активно участвует в апрельской забастовке на ПО «Беларуськалий». По результату которой была увеличена заработная плата шахтёров в 3,4 раза, увеличен отпуск для забойщиков до 66 дней, сокращен рабочий день на 1 час для шахтёров. Одним из требований бастующих было увольнение действующего генерального директора Анатолия Подлесного, на замену которому был избран главный инженер Пётр Калугин.
После заключения первого коллективного договора НПГ в 1992 году, в смете расходов было предусмотрено премирование освобожденных профсоюзных работников в размере 375 тыс. рублей. Однако, руководством НПГ было принято решение отказаться от получения премий из средств предприятия и потребовать переводить эти деньги на счет бухгалтерии профсоюза. На протяжении трех лет эти средства аккумулировались, и в последующем они ушли на открытие персонифицированных счетов каждому члену БНП, которые работали на ОАО «Беларуськалий» на дополнительную пенсию.
В 1994 году Николай Новик и НПГ ОАО «Беларуськалий» активно участвуют в выборах президента Беларуси. На выборах профсоюз открыто поддерживал кандидатуру Зенона Позняка.
В августе 1995 года во время забастовки работников Минского метрополитена, Николай Новик встречается с представителями стачкома, а солигорские шахтёры заявляют о поддержке бастующих.
17 октября 1996 принимает участие во втором походе шахтёров на Минск. Однако был задержан, вместе с руководством БНП, сотрудниками милиции при выходе из Солигорска и чуть позже оштрафован.
«При организации второго пешего похода на Минск мы даже не сумели выйти за черту города Солигорска, а только смогли тронуться с места (от кольца на проспекте Мира) и дошли вместе с В.Бабаедом до вывески „город Солигорск“, а это всего лишь около 200 метров, как сразу же появились машины с сотрудниками милиции и нас „повязали“. Загрузили в „козлик“ и повезли в отделение милиции. Три часа мы пробыли в отделении милиции, пока на нас составляли протокол об административном правонарушении. Назавтра утром состоялось судебное заседание, на котором мы были привлечены к административной ответственности».
В качестве организатора проводит шествие горняков в Солигорске. 4 октября 1998 около 600 членов НПГ прошлись по городу, напомнив власти о начале 90-х. Ровно через месяц, 4 ноября, на стадионе «Строитель» профсоюзы собрали 3000 протестующих.

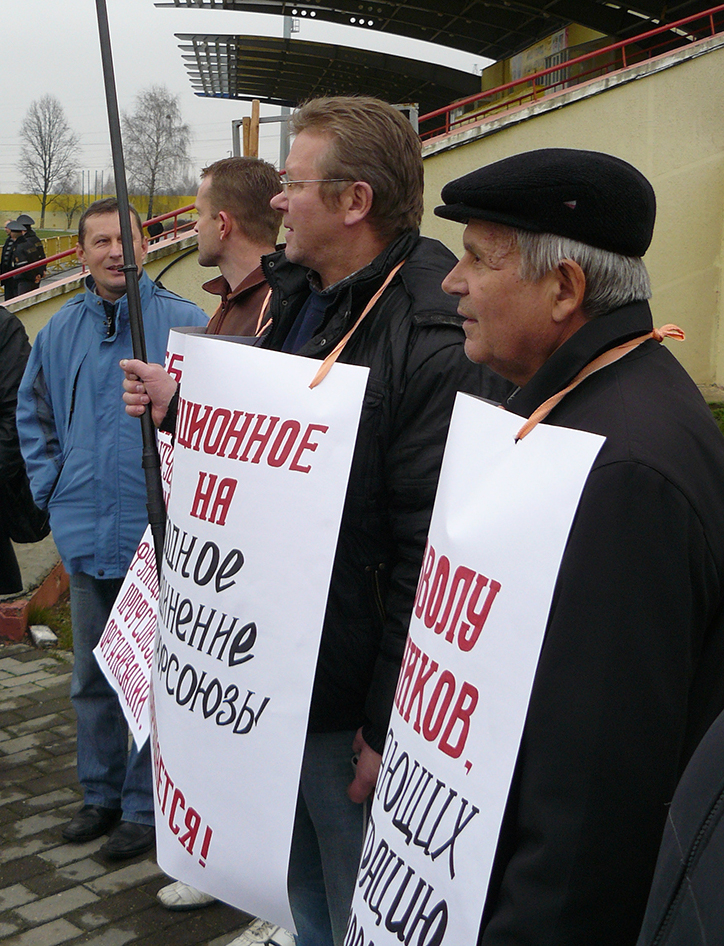
Н.Новик на пикете в поддержку швей ООО «Дельта-стиль»

В ноябрь 1998, выступает в качестве организатора третьего похода на Минск, в этот раз — «Поход за шахтёрской пенсией». По аналогии с 1996 годом, людей задерживали сотрудники местных РОВД. В отделениях их унижали, обыскивали и раздевали. Когда горняки дошли до Минска, всю группу шахтёров окружил ОМОН и задержал повторно. Однако через некоторое время пенсия для забойной группы была увеличена в 2 раза.
Считал, что основной ошибкой трудового коллектива ОАО «Беларуськалий» был отказ в 1998 году от акций предприятия за финансовую компенсацию. Правительство изъяло долю трудового коллектива в 26 % акций с трактовкой, что такие предприятия должны находиться в собственности у государства. Тогда делегация НПГ оказалась в меньшинстве и демонстративно покинула конференцию трудового коллектива предприятия, где принималось это решение.
12 апреля 2000 года НПГ проводит в Солигорске санкционированный митинг для привлечения внимание правительства к снижению жизненного уровня трудящихся. Около 3,5 тысяч трудящихся поддержали требования, подписавшись под требованиями. Николай Новик участвует в нём в качестве организатора и спикера.
На протяжении 1996 по 2002 годы учится в Белорусском негосударственном институте правоведения, в котором получает профессию правовед.
В 2002 году Новик проводит информационную кампанию по информированию работников «Беларуськалия» о последствиях перехода на краткосрочную контрактную систему найма, которая массово началась в этом году:
«Все это успокаивало профсоюз, что все под контролем. Но мы ошибались! Недоработка профсоюза в этом вопросе была очевидна, да и время было упущено. Необходимо было раньше готовиться к таким вопросам и разъяснять, что пагубность таких решений, как подписание контрактов — очевидна!»
После того как Виктор Бабаед досрочно покидает должность председателя Белорусского Независимого профсоюза, Николаю Новики предложили возглавить БНП. Но он отказывается, а в качестве кандидатуры предлагает своего заместителя Коробова Василия Семеновича, которого и избирают на VI съезде БНП.

### Вице-председатель БНП
VII съездом БНП его избирают вице-председателем БНП. После резкого ухудшения состояния здоровья, 3 ноября 2007 Николай Николаевич досрочно уходит с поста председателя НПГ ОАО «Беларуськаий». Иван Перминов сменяет его на этой должности.
Несмотря на серьёзные проблемы со здоровьем, он в 2009 году принимает активное участие в создании профсоюзной организации на швейном предприятии ООО «Дельта-стиль» и руководит профсоюзной кампанией по их регистрации.
По результатам VIII съезда БНП, который прошёл в 2010 году, он окончательно уходит на пенсию и больше не выдвигается на выборные должности в профсоюзе.

### Пенсия
Несмотря на то, что он отошел от активной общественной жизни, время от времени участвует в массовых оппозиционных и профсоюзных мероприятиях. Активно участвовал в работе Ветеранской организации Независимого профсоюза горняков.
27 декабря 2018 на конференции НПГ ОАО «Беларуськалий» в разгар давления на членов профсоюза первички «Реммонтажстрой» и "Беларуськалий, он выступает в поддержку профсоюза, это было его последнее публичное выступление: «Все акции протеста, которые происходили у нас, они способствовали развитию профсоюза. Каждая акция протеста — это рост. Когда я увидел ваш пикет на стадионе „Строитель“ и там было под 80 человек, я увидел, что вы прекрасные люди и можете организоваться. Единственное, что мне не нравится, это поливание грязью друг друга. Это не свойственно профсоюзу. Я убедился, что у нас достойная смена и вы способны на нормальные действия защищая свои интересы и интересы работников, и отстаивания своих прав, и достойную жизнь. Может эта организация не столько нам нужна, в силу возраста, сколько она нужна нашим детям и внукам, помогите им ребята!»
В разгар событий белорусского протеста в августе 2020 года заразился коронавирусом, после чего был госпитализирован в Солигорскую районную больницу, затем переведён в больницу в Марьиной Горке, где и умер.
Похоронен Николай Новик на Солигорском городском кладбище «Дубеи».

## Политические взгляды
Николай Новик не был членом партий, однако имел четкие политические взгляды. Основными политическими ценностями, о которых он постоянно отмечал в интервью и выступлениях были: независимость и суверенитет страны; демократический выбор политической системы и обязательный принцип разделение властей; сменяемость власти через избирательную систему; поддержка белорусского языка и белорусской культуры.
Был членом неполитического общественно-патриотического движение в 90-х гг. Белорусское объединение военных и общественной организации Общество белорусского языка имени Франциска Скорины.

## Личная жизнь
Был женат, имел дочь и сына. В свободное время, на своей малой родине в деревне Мозоли, увлекался пчеловодством.

## Награды
За свою трудовую деятельность неоднократно становится Победителем социалистического соревнования на рудоуправлении, награждён почетными грамотами, помещен на доску почёта. Чуть позже был награждён знаком «Шахтёрская слава» 3 степени, 1977 году Почётной грамотой Верховного совета БССР, в 1984 году Почётной грамотой ЦК профсоюзов БССР, Почётной грамотой «Фонда мира». В 1985 году награждён знаком «Ударник 11-й пятилетки», а в 1986 «Орденом Дружбы народов».
В 2007 году награждён Почётной грамотой Совета Министров Республики Беларусь
В 2011 году награждён Почётной грамотой Национального собрания Республики Беларусь.
6 октября 2019 году был награждён званием «Почётный член Белорусского независимого профсоюза».